# Роман Чехманек
Роман Чехманек (чеськ. Roman Čechmánek; 2 березня 1971, Готтвальдов, Чехословаччина — 12 листопада 2023) — чеський хокеїст, воротар. Олімпійський чемпіон і чемпіон світу.

## Клубна кар'єра
У чемпіонатах Чехословаччини і Чехії виступав за «Злін», «Дуклу» (Їглава), «Оломоуць», «Всетін», «Карлові Вари» і «Оцеларжи» (Тршинець). Всього в лізі провів 381 матч. У складі «Всетіна» здобув п'ять золотих нагород чемпіонату Чехії та одну срібну. П'ять разів поспіль визнавався найкращим воротарем екстраліги, а в 1997 — найкращим гравцем серії плей-оф чемпіонату. По одному сезону провів у німецькому «Гамбург Фрізерсі» та шведському «Лінчепінгу».
В 2000 році, на драфті новачків Національної хокейної ліги, був обраний у шостому раунді клубом «Філадельфія Флаєрс». У найсильнішій лізі світового хокею провів чотири сезони. Виступав за «Філадельфію Флаєрс» і «Лос-Анджелес Кінгс». У регулярних чемпіонатах провів 212 матчів, у кубку Стенлі — 23 матчі. 2003 року отримав нагороду Вільяма М. Дженнінгса, яку присуджують воротарям НХЛ за найменшу кількість пропущених шайб у поточному сезоні.

## Виступи у збірних
У складі юніорської збірної Чехословаччини здобув срібну нагороду чемпіонату Європи 1989 року, а з молодіжною — бронзову на чемпіонаті світу 1991.
Дебют у національній збірній відбувся у Москві 18 грудня 1994 року. На престижному турнірі газети «Известия» чехи перемогли шведів з рахунком 3:2. Резервний голкіпер збірної на двох хокейних турнірах Олімпійських ігор (1998, 2002). У Нагано його команда була найсильнішою.
Учасник восьми чемпіонатів світу: 1995, 1996, 1997, 1998, 1999, 2000, 2004, 2007. На трьох турнірах збірна здобувала перемоги, а двічі — була третьою. 2000 року був визнаний найкращим голкіпером світової першості. Перебував у стані головної команди країни на двох кубках світу (1996, 2004), але на льодовий майданчик не виходив. На чемпіонатах світу провів 31 матч, а всього у складі збірної Чехії брав участь у 79 іграх.

## Досягнення

### Командні
- Олімпійський чемпіон (1): 1998
- Чемпіон світу (3): 1996, 1999, 2000
- Бронзовий призер чемпіонату світу (2): 1997, 1998
- Чемпіон Чехії (5): 1995, 1996, 1997, 1998, 1999
- Срібний призер чемпіонату Чехії (1): 2000

### Особисті
- Найкращий воротар чемпіонату світу (1): 2000
- Трофей Вільяма М. Дженнінгса (1): 2003
- Найкращий гравець плей-оф екстраліги (1): 1997
- Найкращий воротар екстраліги (5): 1995, 1996, 1997, 1998, 1999